# Édouard Boureau
Édouard Boureau (Champ-sur-Layon, 31 de janeiro de 1913 – Paris, 2 de outubro de 1999) foi um paleobotânico francês, membro da Académie des sciences, na França.

## Biografia
Édouard nasceu em Champ-sur-Layon, em 1913. Era filho de Edward e Elise Boureau. Casou-se com Jane Vallet em 1943, com quem teve dois filhos. Boureau viveu em Joinville-le-Pont, (Val-de-Marne) durante os anos de 1980 a 1990.
Ingressou na Faculté des sciences de Poitiers, em 1933, para iniciar seus estudos em Ciências Naturais, concluindo o curso em 1936. Obteve o doutorado em Ciências Naturais em 1938, com o título "Recherches anatomiques et expérimentales sur l'ontogénie des plantules des Pinacées et ses rapports avec la phylogénie" (Pesquisa anatômica e experimental sobre a ontogenia das mudas de Pinaceae e sua relação com a filogenia).
Foi pesquisador do Centre national de la recherche scientifique (CNRS), dirigiu o laboratório de anatomia comparada de vegetais fósseis e existentes do Muséum national d'histoire naturelle, de Paris, a partir de 1946 e foi diretor-adjunto até 1959. Participou do Congresso Nacional de Botânica, em Paris, em 1954 quando foi criada a Organização Internacional de Paleobotânica (IOP), da qual foi seu primeiro secretário. Também foi o editor da revista World report on paleobotany.
A partir de 1959, tornou-se professor da Faculté des sciences de Paris, onde criou o laboratório de paleobotânica em 1981. Seu Tratado de Paleobotânica, com quatro volumes publicados entre 1964 e 1975 ficou incompleto.
Conduziu pesquisas com microfósseis do Pré-Cambriano, sobre as primeiras formas de vida multicelular. Atribuiu à radiação ionizante de origem principalmente solar, pelas extinções em massa, especialmente no Cretáceo e no Terciário. Estudou microorganismos fósseis dentro da Estrutura de Richat, o "Olho da África", colhidos pelo geólogo Théodore Monod.
Tornou-se diretor da Ordre des Palmes académiques, uma ordem nacional de mérito científico na França, em 1949. Foi condecorado com o Prix FOulOn, da Académie des sciences, em 1950, por seu trabalho excepcional no estudo da anatomia de plantas vasculares. Em 14 de março de 1977, Boureau se tornou membro da Académie des sciences, na divisão de biologia vegetal.

## Morte
Édouard Boureau faleceu em Paris, aos 86 anos, em 2 de outubro de 1999.